# Pterostichus catalonicus
Pterostichus catalonicus is een keversoort uit de familie van de loopkevers (Carabidae). De wetenschappelijke naam van de soort is voor het eerst geldig gepubliceerd in 1906 door J.Daniel.